# 소울 커넥션
소울 커넥션 (Soul Connection Inc.)은 대한민국의 힙합 레이블 중 하나로, 2001년 크루로 시작하여 2008년 레이블로 전환, 2012년 말까지 활동을 펼치다 현재는 잠정 활동 중단 상태에 이르고 있다. 레이블 전환과 함께 메인스트림 진출을 시도, 적지 않은 팬층을 가지고 있으나 힙합 매니아들 사이에서는 논란의 중심이 되기도 하는 레이블이다. C.E.O.는 Csp다. SCINC라는 이름으로도 불린다.

## 역사

### 초창기
Soul Connection의 시작은 2001년으로, 초창기 멤버는 Csp, KeyReal, J (현 광요), SLAkE, BesTeR, 아성, Kiz 등이었다. 이들의 활동은 소규모 언더그라운드 공연이 중심이었으며, 특히 2005년 경에는 일부 멤버의 군입대로 래퍼 중 활동하는 사람이 Csp 뿐인 시기도 있었다.
Soul Connection의 이름이 본격적으로 알려지기 시작한 것은 2006년 Csp가 첫 앨범을 발표했을 때부터였다. 당시 Csp의 활동 기반은 신생 레이블 UnderKorea로, 이후 앨범이 발매된 지 얼마 안 되어 불화가 생겨 관계는 금방 끝이 났다. 그의 LP는 좋은 성적을 거두었고, 뒤이어 나온 Soul Connection 믹스테입은 타이틀곡 〈새벽아래〉를 앞세운 성공으로 씬에 그들의 이름을 더욱 각인하였다. 이러한 행보는 KeyReal, Maslo 등 후속 아티스트가 데뷔 앨범을 내는 데 원동력이 되었다. 특히 Maslo의 앨범은 Soul Connection의 첫 단체곡 "Rapsody"와 더불어 다양한 참여진으로 주목을 받았다. 그들의 공식 공연 브랜드 "Rapsody"가 시작한 것도 이즈음인 2006년 12월이다.
한편, 리더로써 활동하였던 Csp가 군입대를 하면서 Maslo가 Soul Connection을 이끌게 되었고, 멤버들이 피쳐링과 공연 등 활발하게 모습을 보이면서 Soul Connection은 한국 언더그라운드의 무시할 수 없는 크루의 위치로 올라섰다.

### 레이블 전환
2007년 9월 Soul Connection은 신입 멤버 오디션을 보았으며 이에 따라 다섯 명의 멤버 - Still PM, Jepp Blackman, 데쌩, Blacknut, Browncloud가 입단하였다. 이 시기의 Soul Connection 활동은 전과 비해 비교적 침체된 모습이었으나 꾸준히 공연진과 피쳐링 활동에서는 이름을 볼 수 있었다. 그리고 2008년 7월, Maslo의 1집 재발매 뉴스와 함께 Soul Connection이 레이블로 정식 등록을 마쳤다는 뉴스가 올라왔다. 당시 Csp는 아직 군입대 중이었으나, 2008년 말 제대함에 따라 Maslo와 함께 공동 C.E.O. 체제로 Soul Connection을 이끌어나가게 되었다.
레이블이 된 후 이들은 크리스마스 기념 디지털 싱글을 낸 데 이어, 2009년 컴필레이션 앨범 RapsodY를 발매하고 전국 투어에 나섰다. 투어 공연은 서울, 광주, 대구, 부산에서 치러졌다. 한편 RapsodY 앨범은 이들의 메인스트림 진출의 첫 시도로, 타이틀곡 뮤직비디오 감독도 서태지컴퍼니 비디오 프로듀서를 역임했던 한동욱 감독이 맡는 등 상당한 투자를 하였다. 이를 통해 Soul Connection은 Hey Ma에 참여했던 네 명 (Csp, Maslo, Still PM, Jepp Blackman)으로 이루어진 4인조 그룹으로 자신들을 소개하면서 M! Rookies 등의 케이블 방송에 출연하였다. 그러나 만족할만큼 메인스트림에서의 성적을 거두지는 못 하였다.

### 스타일 변화와 비난, 그리고 수난사
RapsodY를 시작으로 시작된 스타일의 변화는 뒤이은 Csp의 Come on Boy 앨범과 Still PM의 Love & Verse 앨범 등에서도 계속 이어져, 대체적으로 대중적이고 쉽게 접할 수 있는 곡들이 줄을 이었다. 이는 곧 상업적으로 변했다는 힙합 매니아들의 비판으로 이어졌고, 과거부터 존재했던 "Soul Connection은 아마추어 티를 벗지 못하였다"라는 평도 힘을 얻어 안티팬들이 세력을 키웠다. 그러나 Soul Connection은 자신의 노선을 지켜나갔으며, Still PM, Maslo와 JEPP의 2인조 Black Out, 타타클랜의 공명정대, Lil Cheezy와 Soul Connection의 Csp가 콜라보한 Crispi Crunch 등을 주력 아티스트로 2010년을 보냈다. 또, 가방 브랜드 Daylife와의 콜라보로 앨범을 발매하기도 하였다.
그들에 대한 비난은 JTONG의 디스에서 절정을 이루었다. JTONG은 2011년 〈똥〉이란 곡으로 Soul Connection에 대한 강도 높은 디스를 하면서 이슈가 되었다. 이 곡이 발표된 지 며칠 안 되어 Maslo는 〈똥개〉란 곡으로 반격을 내놓아 디스전은 2차로 접어들었고, 양측의 팬들이 치열하게 대립하는 양상이 벌어졌다. 안티팬들의 기세도 이때 최고에 달해 Soul Connection은 대부분의 힙합 매니아들 사이에서 따돌림 받는 지경에 이르렀다.
설상가상으로, 2011년 5월 Maslo가 마리화나 흡연을 한 것이 밝혀지면서 징역 6개월을 선고받는 사건이 일어났다. 이에 따라 Maslo의 활동은 전면 중단되었고, Soul Connection의 이미지도 타격을 입었다. 이 사건 후에도 변함없이 Csp가 Soul Connection을 이끌어갔으나 활동은 위축될 수 밖에 없었다.

### 재기에서 활동 중단까지
Maslo가 기소된 이후의 활동은 Soul Connection은 Still PM과 DJ Tiz의 무료 앨범이 있었으며, 2011년 11월에 들어 Rhymics의 싱글 발표로 과거에 비해 언더그라운드 적인 스타일로 재기에 나섰다. 또한 2012년 4월에는 RiLord의 첫 싱글 앨범 등 Soul Connection은 최근 새로운 앨범을 하나둘씩 선보이고 있으며, Maslo 역시 컴백하여 활동에 합류하였다. 2012년 말에는 Crispi Crunch의 활동이 주가 되었으며, 크루 전체의 활동은 전체적으로 침체되었고 멤버들이 하나둘씩 나가게 되었다. 2013년 들어서는 활동이 전무해지는 등 일종의 활동 중단 상태가 되었다.

## 단체 디스코그래피
- 2006년 Soul Connection Mixtape vol.1 디지털 앨범
- 2008년 《해피 크리스마스》 디지털 싱글
- 2009년 RapsodY '2009
- 2009년 2009 Instrument
- 2010년 7Days

## 멤버

### 현재 멤버
- Csp - C.E.O.
- BesTeR
- KeyReal
- 광요

### 명예 멤버
음악을 중단하여 레이블 전환 시 계약을 맺지 않았으나, 크루로써는 아직 탈퇴하지 않은 멤버들이다.
- 아성 (현재 Rhymics의 싱글앨범에 참여하며 활동을 재개하고 있다)
- Kiz
- BesTeR

### 과거 멤버
- BlackNut - 현재 저스트 뮤직 소속
- Rimi - 현재 Grandline Entertainment 소속
- Dessin - 前 빠레뜨하우스 대표
- Gbro
- Browncloud
- Kuan - 현재 아싸 커뮤니케이션 소속
- JeppBlackman - 前 Black Out，TS Entertainment 소속
- RiLord - 현재 사자 레코드 소속
- DJ Tiz- 현재 크림빌라 소속
- Maslo - 前 Black Out
- Still PM - 前 엽집 엔터테이먼트 소속

## 이슈

### 믹스테입 수록곡 〈거리에서〉에 관해
Csp와 Napper (현 타이미)가 함께 한 곡 〈거리에서〉는 본래 아성의 프로듀싱으로 크레딧이 실려있었다. 그러나 곧 이 곡이 아성의 곡이 아닌 다른 사람의 곡이라는 의견이 제시되어 논란이 되었다.
아성은 얼마 지나지 않아 다른 분의 노래 Still Remember가 맞으며, 간단히 학교 축제에 사용하려고 받아놓았던 곡을, 의사소통이 잘 안 되면서 팀원들이 자신의 곡인 줄 알고 실은 것이 발단이었다고 털어놓았다. 이러한 공개 사과가 있은 직후 믹스테입은 〈거리에서〉를 뺀 채로 서비스되고 있다.

### Kuan 성희롱 누명 사건
사건의 발단은 2011년 봄 한 Soul Connection 팬이 자신이 Kuan에게 성희롱을 당했다며 인터넷에 글을 올린 것이었다. 자신을 여고생으로 밝힌 그 팬은 Kuan과 네이트온으로 평소에 대화를 즐겼는데, 언젠가부터 성희롱적인 발언을 자신에게 일삼아 수치심을 느꼈다는 글을 올렸으며, 증거물로 네이트온 대화 캡처 사진을 제시하였다.
당시 All That 및 다양한 피쳐링 보컬로 주가를 올리고 있던 Kuan은 이 일로 크나큰 이미지의 타격을 입었으며, 곧 힙합플레이야에 사과글이 올라오고 Csp의 Soul Connection을 대표한 해명글이 올라왔으나 논란은 가라앉지 않았고, Kuan에게는 "강콴"이라는 모욕적인 별명까지 붙었다.
사건이 일어난지 6개월 후인 9월, 성희롱 사건의 피해자라고 밝혔던 본인이 다시 게시판에 글을 올렸는데, 놀랍게도 그 글은 성희롱 사건은 네이트온에서 Kuan이 자신을 차단했음을 알고 화가 나 일부러 불이익이 될만한 내용을 캡처하여 조작한 사진을 올려 누명을 씌웠음을 고백하는 내용이었다. 이로써 사건은 마무리가 되었으나 많은 사람들이 그 '팬'에게 상당히 분개했으며, Kuan과 Soul Connection 역시 큰 상처를 입었다.
그러나 일부 안티들은 Kuan에게 실제로 피해를 입은 사람이 아직 있으며 여러 명이기 때문에 한 사람의 해명으로는 여전히 혐의가 풀리지 않는다고 주장하고 있다.

### 디스전
JTONG은 Soul Connection에 대한 반감을 꾸준히 드러낸 바 있으며, Soul Connection에 대한 첫 디스는 2010년 믹스테입 수록곡 Get'em Up이었다. 이 곡은 상대적으로 큰 반향을 일으키지 못하였으나 역시 뮤직비디오가 제작되어 많은 이들이 접할 수 있었다. 이후 나온 《부산》 EP 수록곡 〈똥〉에서는 훨씬 더 강도 높은 디스 가사로 큰 이슈를 불러일으켰다.
이에 대해 Maslo는 며칠 지나지 않아 반격곡 〈똥개〉를 발표하면서 디스전은 2차로 접어들었다. JTONG은 반격곡이 나온 직후의 인터뷰에서 Soul Connection이 한국 힙합을 망치고 있다는 입장을 끝까지 고수했으며, 앨범 발매 3일 전에 한 쇼케이스에서는 〈똥〉 라이브 공연에 앞서 다시 한 번 Soul Connection을 겨냥한 랩을 선보였다. 이미 그 전부터 JTONG은 Soul Connection에 대한 재디스곡 가사 작업을 마친 상태라고 밝힌 상태였기 때문에 팬들은 이 곡이 재디스곡일 것이라고 확신하고 완성본이 나오기를 기다렸다. 그러나 완성본은 2012년까지 나오지 않고 있고, 마리화나 흡연 사건으로 흐지부지 마무리된 것으로 보인다.
그 후 Csp는 온라인으로 일련의 사건에 대한 자신의 심경을 표현한 〈좆망〉을 발표하였으나, 다시 Andup이 〈똥망〉이란 곡을 발표하면서 이에 대한 디스를 하였다. 그러나 이 디스전은, 제3자가 자꾸 끼어든다는 의견과 Andup의 실력이 아직 무턱대고 디스할 정도는 아니라는 평이 이어졌으며 비교적 큰 이슈가 되지 않았다.
한편, JTONG과의 디스전이 있기 전부터, 방사능 (현 리듬파워)의 멤버 지구인이 솔로 믹스테입 수록곡 〈넋두리〉에서 Soul Connection을 디스한 적이 있었으나 큰 이슈는 되지 않았다.
1년이 지난 후 2012년, DJ Dopsh가 6월 5일에 Listen to Diss라는 곡으로 소울커넥션을 디스했다. 이 곡은 한국 최초의 스크래치 디스곡으로 주목받았다. DJ Dopsh는 현재 같은 대학교에 재학 중인 RiLord와 관련해서 디스곡을 내놓은 이유를 설명했으며, "내가 멋지다고 생각하는 건 DJ Tiz가 스크래치로 다시 저에게 디스를 해주는 것"이라고 끝을 맺었다. 팬들의 반응은 "Dopsh가 멋지게 디스를 해주었다"라는 의견과 "막상 힙합씬에 큰 영향을 미치지도 않은 신인이, 너무 하는 것 아니냐"와는 대조된 의견이 있었다. DJ Tiz는 반격 없이 그냥 지나가는 듯 하였으나, 2013년 10월 DJ Dopsh 디스곡인 FUCK DOPSH를 발표하여 반격하였다. 이 트랙은 Soul Connection의 활동 중단 이후에 나온 것으로 Soul Connection의 반격이라기보다는 DJ Tiz 개인의 반격으로 받아들여졌다.

### 마리화나 흡연
2011년 5월 Maslo가 마리화나 흡연 혐의로 기소되면서 활동을 중단하게 되었다. 그는 2010년 12월 ~ 2011년 1월에 걸쳐 홍대 클럽가와 Soul Connection 작업실에서 마리화나를 피운 혐의로 불구속 기소되었으며, 서울중앙지법은 이에 대해 징역 6개월, 집행유예 2년을 선고하였다. Maslo 측은 이에 불복하여 항소를 준비하였으나 이내 항소를 취하하고 형을 받았다.

## 비판
Soul Connection은 초창기에는 언더그라운드의 신선한 집단으로 평가 받았으나, 점차 실력에 대해 의문을 제기하는 사람들이 늘어나기 시작하였다.
현재 Soul Connection을 비판하는 사람들은 근거로 "그루브를 만들어내지 못하는 리듬감각"과 "몇 년 간 발전이 없는 행보"를 들고 있으며, JTONG의 디스곡 가사에 나오는 "스키니진과 눈화장"으로 대표되는 이들의 상업적인 태도도 얘기하고 있다. 다른 말로, 아이돌과 다름 없는 음악을 하면서 언더의 힙합을 제대로 이해하지 못하는 리스너들을 '세뇌'시키고 있다는 말이다.
2009년에는 Csp가 Soul Connection 클럽에 이런 얘기들에 대한 불만을 토로하며 〈동네북〉이란 곡을 발표한 바 있으나 그 이후로 비판은 수그러들지 않고 오히려 더하고 있다.